# Острова Кука на летних Олимпийских играх 2004
Олимпийская сборная островов Кука приняла участие в летних Олимпийских играх 2004 года, отправив в Афины троих спортсменов (в том числе - одну женщину) в двух видах спорта: лёгкой атлетике и тяжёлой атлетике. По итогам игр спортсмены с Островов Кука не завоевали ни одной олимпийской медали.

## Лёгкая атлетика
Спортсменов - 2
Мужчины
| Спортсмен     | Вид  | Забег     | Забег | Четвертьфинал | Четвертьфинал | Полуфинал | Полуфинал | Финал     | Финал     |
| Спортсмен     | Вид  | Результат | Место | Результат     | Место         | Результат | Место     | Результат | Место     |
| ------------- | ---- | --------- | ----- | ------------- | ------------- | --------- | --------- | --------- | --------- |
| Хармон Хармон | 100м | 11,22     | 74    | Не прошёл     | Не прошёл     | Не прошёл | Не прошёл | Не прошёл | Не прошёл |

Женщины
| Спортсмен      | Вид           | Квалификация | Квалификация | Финал     | Финал     |
| Спортсмен      | Вид           | Результат    | Место        | Результат | Место     |
| -------------- | ------------- | ------------ | ------------ | --------- | --------- |
| Тереапи Тапоки | Метание диска | 48,12        | 20           | Не прошла | Не прошла |

## Тяжёлая атлетика
Спортсменов - 1
Мужчины
| Спортсмен           | Категория    | Масса  | Рывок | Рывок | Рывок | Рывок | Толчок | Толчок | Толчок | Толчок | Сумма | Место |
| Спортсмен           | Категория    | Масса  | 1     | 2     | 3     | Место | 1      | 2      | 3      | Место  | Сумма | Место |
| ------------------- | ------------ | ------ | ----- | ----- | ----- | ----- | ------ | ------ | ------ | ------ | ----- | ----- |
| Самуэль Нунуки Пера | Свыше 105 кг | 104,82 | 130   | 135   | 140   | 15    | 165    | 170    | 175    | 14     | 305   | 14    |